# Robinieae
Robinieae là một tông thực vật có hoa trong họ Fabaceae.
Tông này gồm các chi (theo USDA):
- Coursetia DC.
- Genistidium I. M. Johnst.
- Gliricidia Kunth
- Hebestigma Urb.
- Lennea Klotzsch
- Olneya A. Gray
- Peteria A. Gray
- Poissonia Baill.
- Poitea Vent.
- Robinia L.
- Sphinctospermum Rose

## Hình ảnh

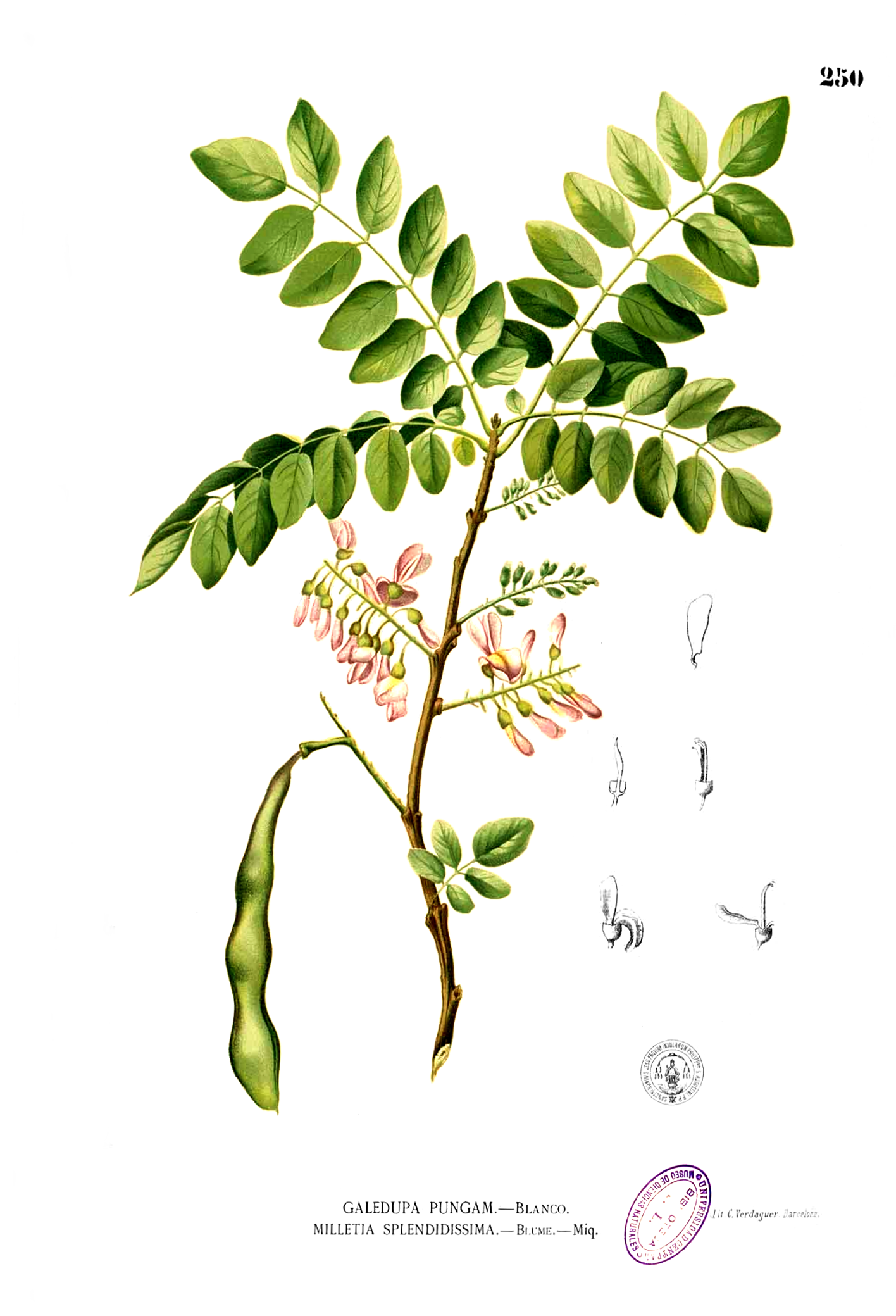
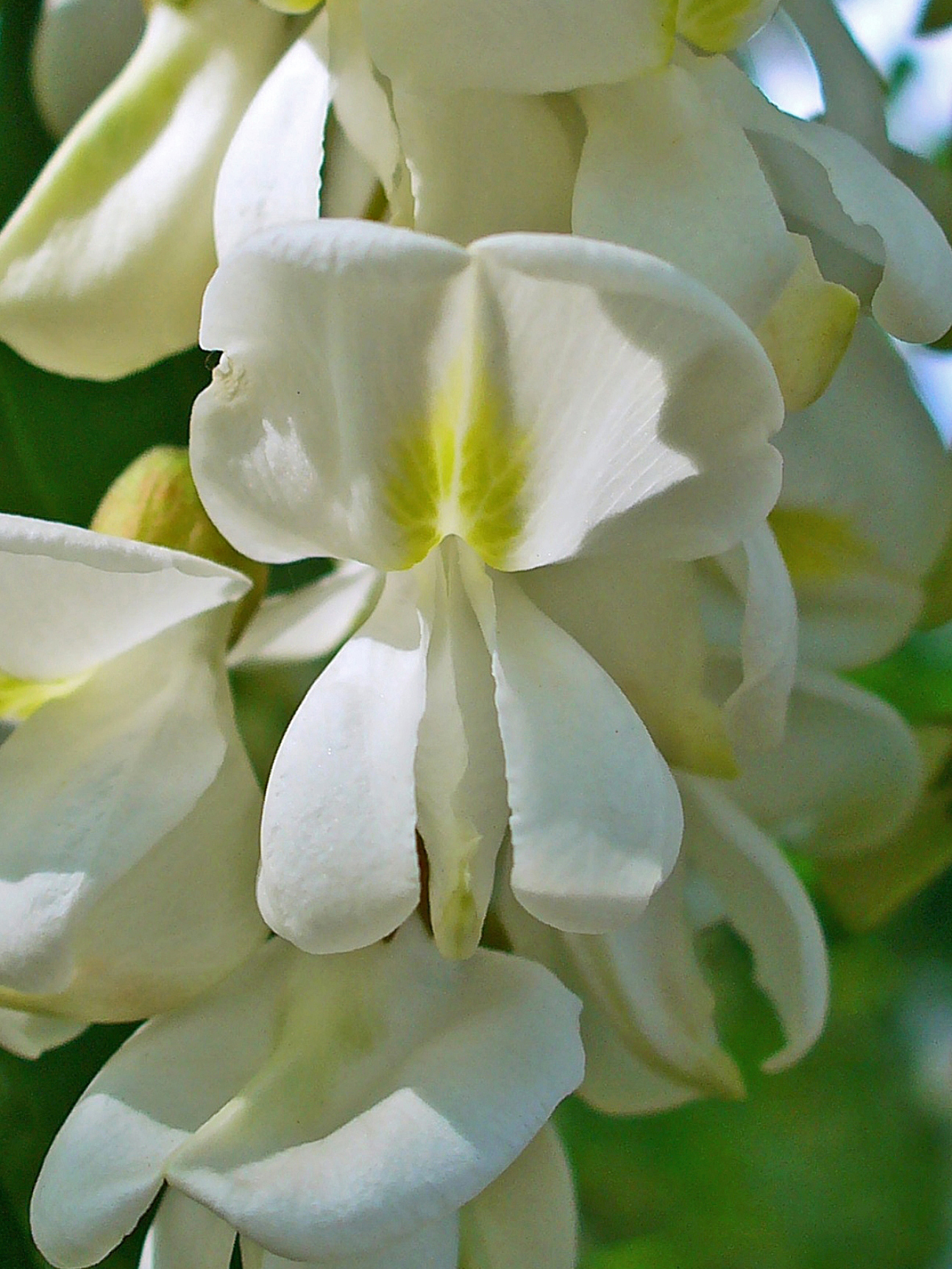
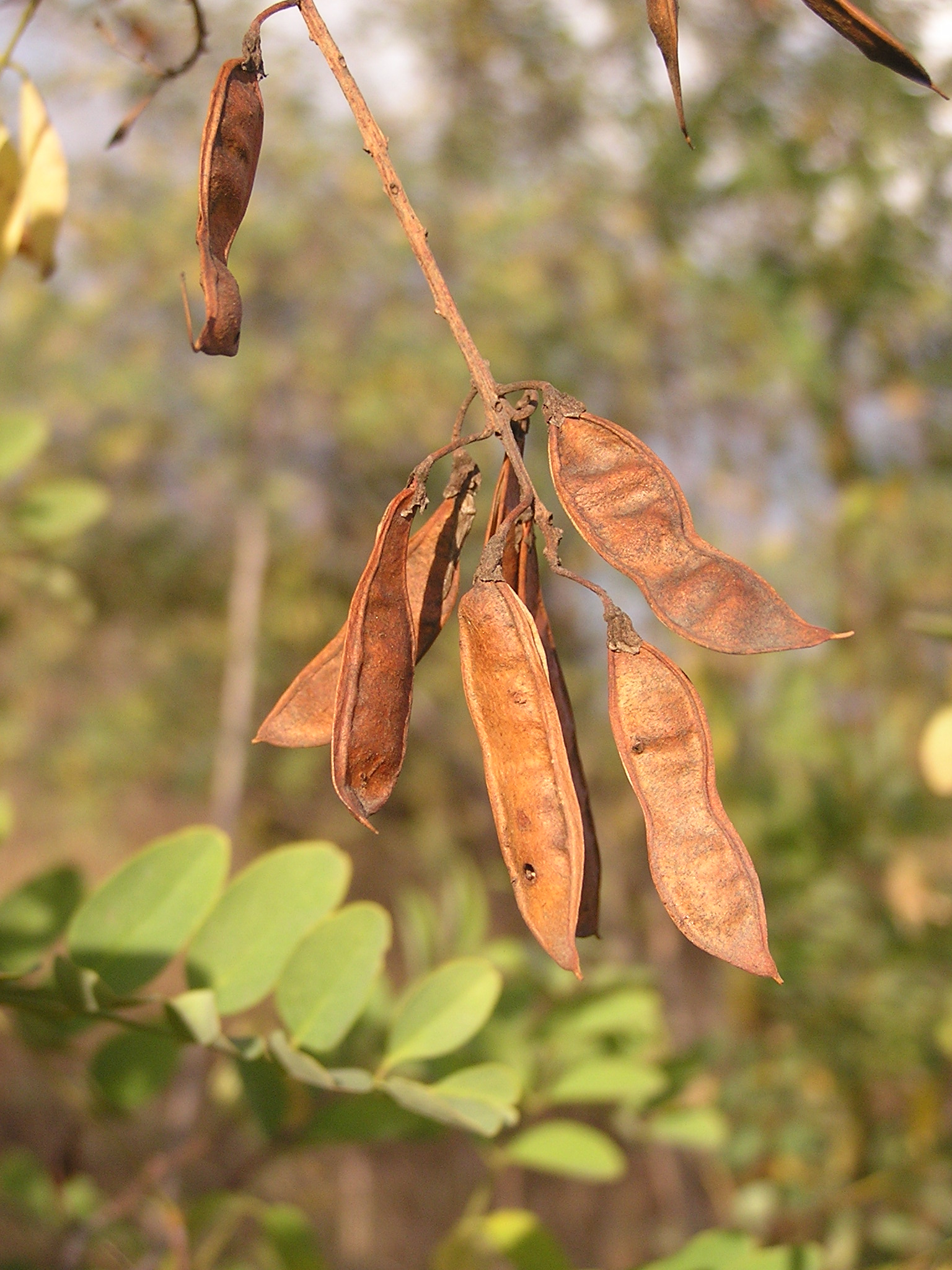
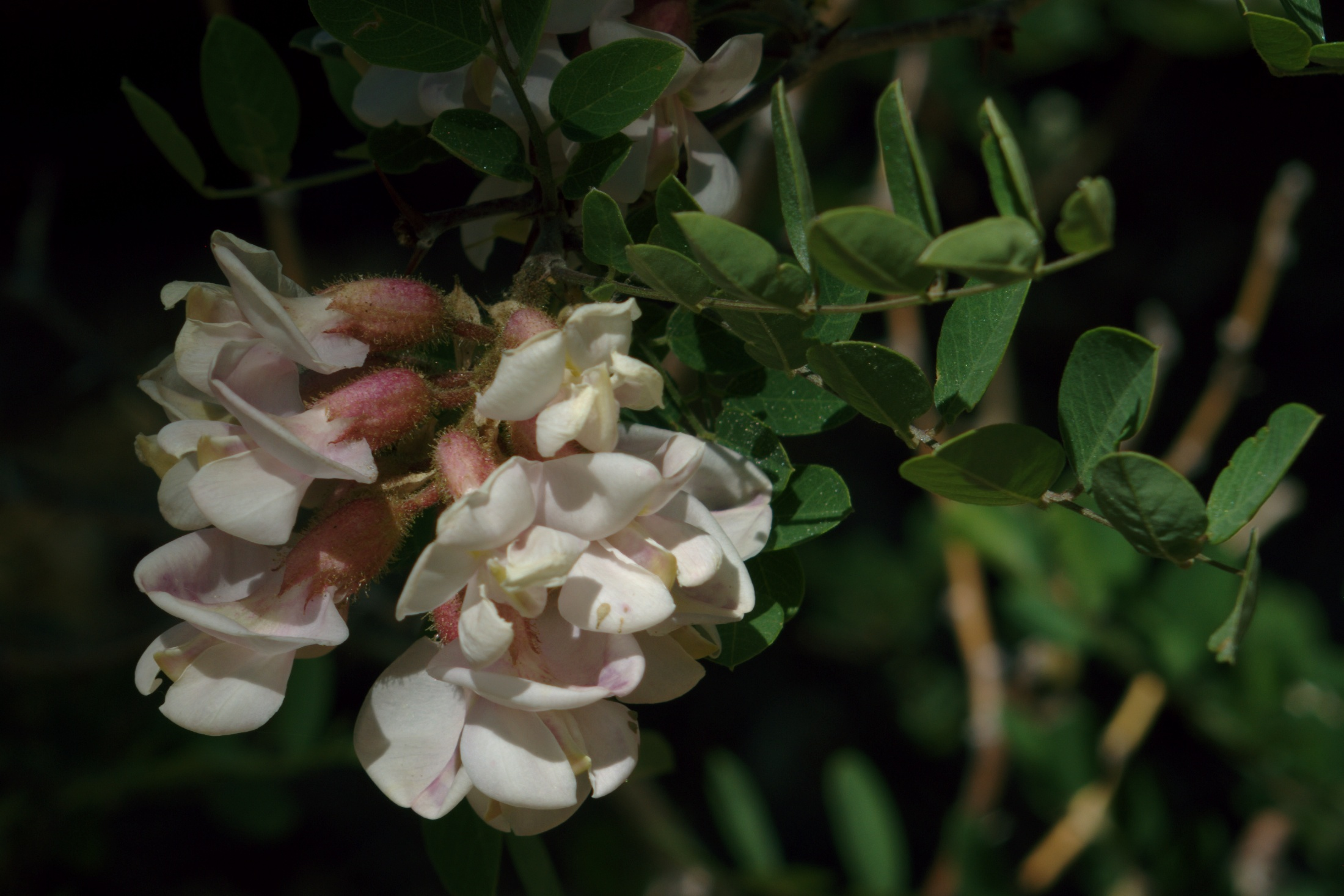